# Dálnice A19 (Itálie)
A19 (italsky Autostrada A19) je jednou z dálnic v Itálii.
Dálnice A19 se nachází na jihu země, prochází sicilským vnitrozemím. Vede z Katánie do Palerma; napojena je na další z dálnic jako například A18 a A20. Dlouhá je 193 km a její první úsek byl zprovozněn roku 1975. Dálnici navrhla a postavila společnost ANAS.